# Бджолоїдка звичайна
Бджолоїдка звичайна, або щурка європейська (Merops apiaster Linnaeus, 1758) — птах родини бджолоїдкових. В Україні гніздовий, перелітний вид.

## Морфологічні ознаки
Мають дуже яскраве і характерне забарвлення. У дорослого самця верх каштаново-рудий, плечі і поперек вохристо-жовті; лоб жовтувато-білий; через око проходить чорна смуга; горло і щоки яскраво-жовті, окреслені знизу вузькою чорною смужкою; низ тулуба зеленкувато-блакитний; спід крил рудуватий; першорядні махові пера зверху та їх покривні блакитно-зелені; другорядні — каштаново-руді; вздовж заднього краю крил проходить вузька темно-бура смуга; хвіст синювато-зелений, з видовженими і загостреними центральними стерновими перами; дзьоб чорний; ноги бурі. Доросла самка подібна до дорослого самця, але на спині зелений відтінок; видовжені пера хвоста коротші. У молодого птаха каштаново-рудий і жовтий кольори на спині, плечах, крилах і попереку замінені зеленкуватою барвою; чорної смуги на горлі і видовжених стернових перах немає.
Маса тіла близько 60 г, довжина тіла 27—29 см, розмах крил 44—49 см.
Через зеленкувате забарвлення молодих особин цей вид бджолоїдок можна сплутати з бджолоїдкою зеленою.
Бджолоїдкам властивий милозвучний та характерний спів, а певні звуки, на зразок «щурр» чи «кррю» від них лунають майже постійно.

## Поширення

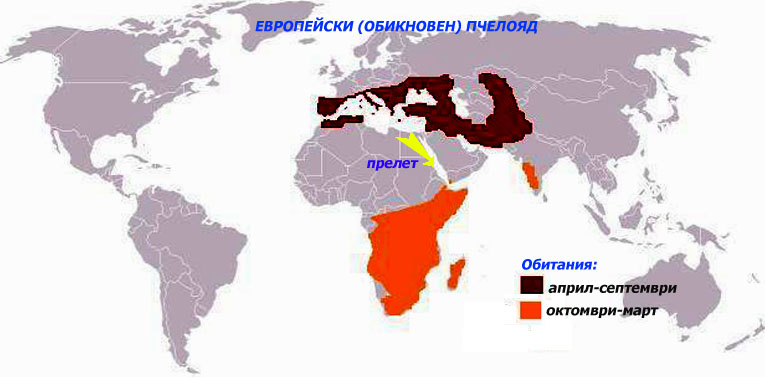
Ареал гніздовий і зимовий

Має розірваний ареал, що включає Євразію, Північну та Південну Африку. Північно-Західна Африка від Марокко на схід до Тунісу, на південь до північної межі Сахари. У Південній Африці Капська провінція та Південна Родезія. Євразія від атлантичного узбережжя Піренейського півострова на схід до верхньої течії р. Об, західної та південно-західної межі Алтаю, Зайсану, Тарбагатаю, західної межі Сіньцзяну, Кашміру, західного Пакистану. На північ до північної Франції, Данії, північних частин Чернігівської та Тульської областей, до Рязанської та Тамбовської областей, району Ульяновська, долини Сури, гирла Ками, району Бузулука, долини Сакмари, долини Іргізу, північного узбережжя Аральського моря, північно-західної окраїни хребта Каратау, Балхашу, північно-західної окраїни Алтаю, долини верхньої Обі в районі Барнаула. На південь до Середземного моря, Палестини, Сирії, Іраку, північно-східного узбережжя Перської затоки, узбережжя Аравійського моря, південно-західного Пакистану. Поширення в межах ареалу, особливо біля північних меж, дуже нерівномірне.
У гори піднімається на висоту до 2500 м.
В Україні гніздиться на всій території, за винятком гір. Мігрує скрізь.

## Чисельність
Чисельність в Європі оцінюється в 480—1000 тис. пар, в Україні — 25—45 тис. пар.

## Гніздова біологія

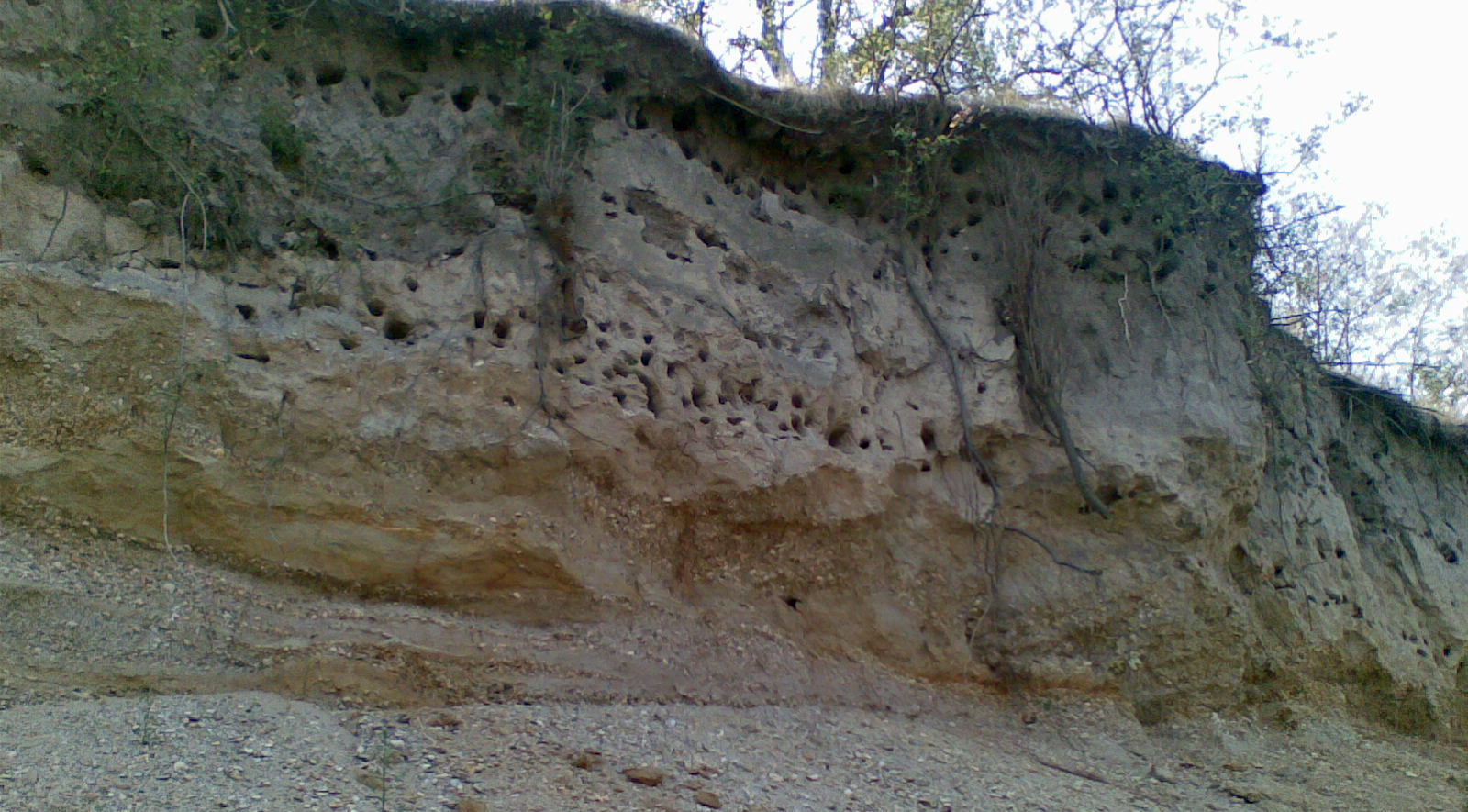
Колонія бджолоїдок

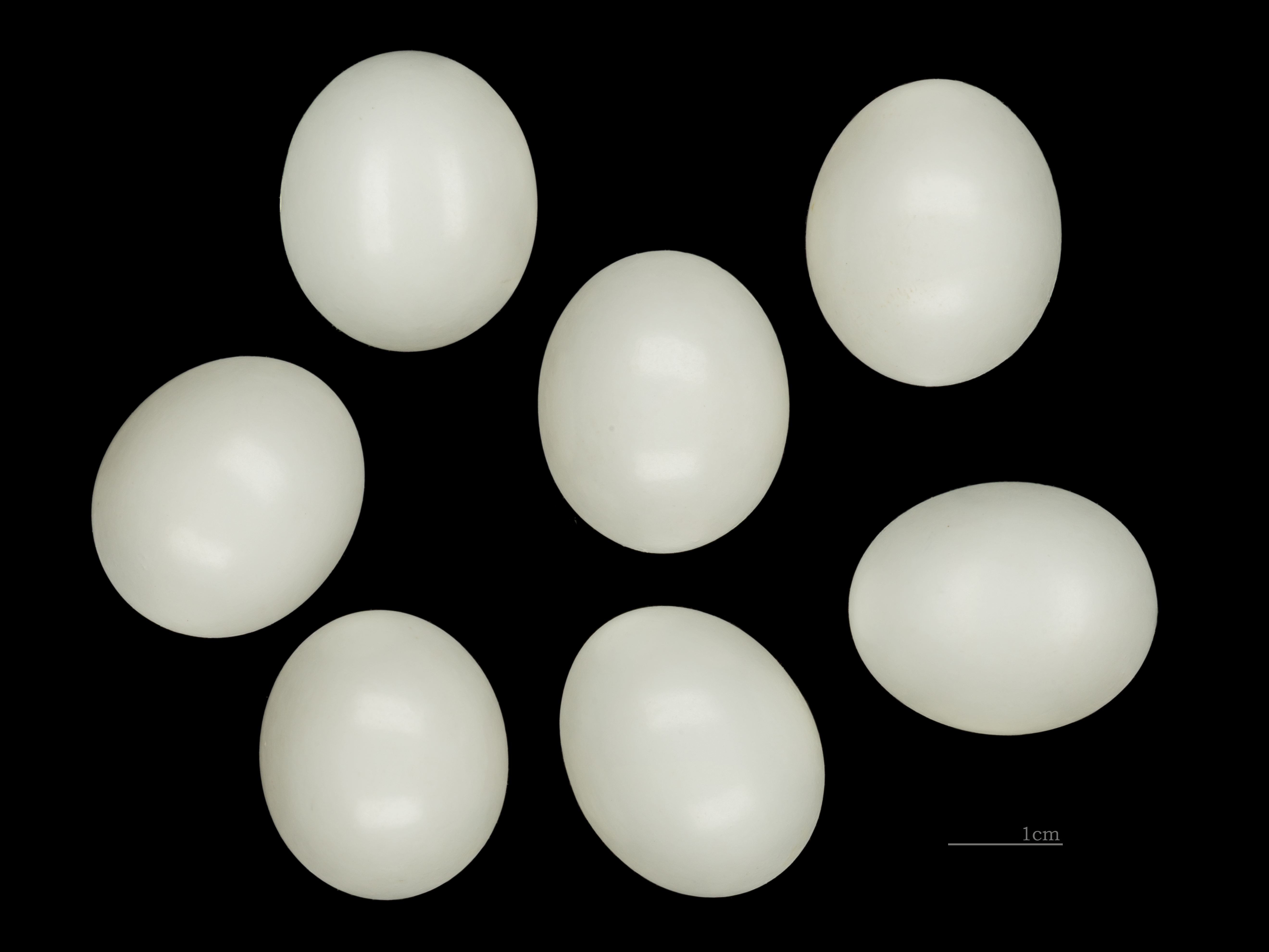
Яйця бджолоїдки звичайної

Гніздиться, як правило, колоніями, які налічують від декількох до декількох десятків або навіть сотень пар. Гнізда влаштовує в норах, у високих (3—5 м) урвищах. Для риття нір віддає перевагу суглинкам, хоча великої ролі ґрунт не відіграє. Нора має вигляд довгого, майже горизонтального ходу, інколи з вигином довжиною до 1,5 м. Хід закінчується розширеною гніздовою камерою. Вистилка відсутня та кладка розташовується просто на землі. З часом у норі накопичуються хітинові залишки комах. Повна кладка складається з 4—7, рідше 8—9, як виняток із 10 блискучих, білих, майже кулястих яєць. Батьки по черзі насиджують яйця протягом 30 діб. Будувати гніздо і вигодовувати пташенят парі допомагають пташенята з попереднього виводка — так звані помічники. Стають на крило молоді птахи через 4 тижні. Разом з батьками та їхніми помічниками вони проводять декілька днів поблизу гнізда, причому для відпочинку і сну влаштовуються на деревах. Птахи годують своїх пташенят ще приблизно 3 тижні.

## Живлення

Шлюбні загравання бджолоїдки

Бджолоїдки звичайні живляться різноманітними комахами, яких ловлять на льоту. Їхньою основною здобиччю є різноманітні перетинчастокрилі — бджоли, оси, джмелі, а також літаючі жуки, бабки, цикади тощо. Комах ловить кінчиком дзьоба, щоб уникнути жала. Після цього розчавлює комаху об гілку або вбиває кількома ударами. Неперетравлені рештки, зокрема хітину, бджолоїдка згодом відригує у вигляді невеликих грудочок — погадок.

## Цікаве
У повісті українського поета та прозаїка доби Розстріляного Відродження Майка Йогансена «Подорож ученого доктора Леонардо і його майбутньої коханки Альчести у Слобожанську Швайцарію» (1930) можна знайти такий опис бджолоїдки звичайної: 
|  | Ти давно чуєш, як межи водяві дерев’яні трелі втручається вищий, чистіший, довший тон. Це друга флейта, флейта-піколо Слобожанської Швайцарії. Ти можеш бачити, який піколо грає на цю флейту. Чи не здається тобі, що ці ластівки - от над горою, трохи ніби більші, ніж треба, і крила їх не такі серпоподібні. От пливе одна така ластівка, крила її складені правильним півмісяцем, крізь них просвічує сонце і дим! Ці крила блідо-оранжеві, а пера слабо-блакитні. Це і є піколо. Це золотава щурка, як кажуть, єдиний залишок колишньої тропічної фавни, ще перед великою мандрою льодових полюсів Землі. Дядьки називають цього птаха бджолоїдом, бо він полює залюбки на бджіл. |

## Зовнішні ресурси
- Визначення віку і статі бджолоїдки звичайної (Javier Blasco-Zumeta) (PDF)(англ.)